# 海津正彦
海津 正彦（かいつ まさひこ、1945年12月13日 - 2024年6月27日）は、日本の山岳書翻訳家、登山家。

## 来歴・人物
昆虫採集などで山の楽しさに目覚め、15歳で社会人山岳会の岩峯登高会に入会し、奥鐘山西壁左方ルンゼや中央ルンゼを初登する。貿易商社に勤めるも3年で退職、同じ山岳会会員だった結婚したばかりの妻の後押しもあり翻訳家を目指し、1981年に山岳雑誌『岩と雪』で仕事を得て、1983年に初めての翻訳書籍を出版した。2019年、心臓弁膜症の開心術を受けた。2024年に感染性心内膜炎のため立川市の病院で死去した。

## 著作

### 翻訳
- スティーヴ・ハウス『垂壁のかなたへ』白水社、2012年
- ナンド・パラード、ヴィンス・ラウス『アンデスの奇蹟』山と溪谷社、2009年
- ヴァレリアン・アルバーノフ『凍える海 : 極寒を24ケ月間生き抜いた男たち』ヴィレッジブックス、2008年
- アルバート・フレデリック・ママリー『アルプス・コーカサス登攀記』東京新聞出版局、2007年
- ジェニファー・ジョーダン『K2非情の頂 : 5人の女性サミッターの生と死』山と溪谷社、2006年
- スラヴォミール・ラウイッツ『脱出記 : シベリアからインドまで歩いた男たち』ソニー・マガジンズ、2005年
- ジャムリン・テンジン・ノルゲイ、ブロートン・コバーン『エベレスト50年の挑戦 : テンジン親子のチョモランマ』廣済堂出版、2003年
- エリック・ヴァイエンマイヤー『全盲のクライマー、エヴェレストに立つ』文藝春秋、2002年
- クルト・ディームベルガー『K2嵐の夏』山と渓谷社、2000年
- ヨッヘン・ヘムレブ、ラリー.A.ジョンソン、エリック.R.サイモンスン『そして謎は残った : 伝説の登山家マロリー発見記』文藝春秋、1999年
- ティム・マッカートニー=スネイプ『エヴェレストへの長い道 : 海抜ゼロから頂上へ』山と渓谷社、1998年
- ジョン・クラカワー『空へ エヴェレストの悲劇はなぜ起きたか』文藝春秋、1997年／文春文庫、2000年／ヤマケイ文庫2013年
- アントニイ・トルー『目標!伊号潜水艦』早川書房、1989年
- ボブ・ラングレー『北壁の死闘』東京創元社、1987年
- ピーター・ヒラリー、グレイム・ディングル『世界の屋根を歩く : ヒマラヤ五千キロ初縦断』山と渓谷社、1986年
- チャールズ・ノードホーフ、ジェームス・Nホール『漂流航海・死闘の41日』三崎書房、1983年

### 雑誌連載（随想）
- 『山の本』白山書房、2007年夏号 - 2023年春号（休刊号まで）